# Attentisme
Cet article possède un paronyme, voir Atlantisme.
Ne doit pas être confondu avec Politique de l'autruche.
L’attentisme est une attitude ou une politique consistant à différer une décision jusqu'à ce que la situation se précise. Le mot aurait fait son apparition vers 1918,.

## Années 1930
Devant la montée du fascisme et du nazisme dans les années 1930, les grandes démocraties ont adopté une ligne attentiste qui a permis à ces régimes de se consolider et de préparer la guerre. On a aussi reproché à Pie XII son attentisme face à la Shoah.
Des notions voisines sont l'opportunisme et l'immobilisme, voire l'irrésolution ou la passivité.

## Années 1940

### Attentisme et collaboration
Les résistants français proposant la lutte active contre l'occupant durant la Seconde Guerre mondiale ont souvent accusé l'attentisme de la population. Henry Rousso propose diverses formes de comportements des Français face à l'occupant, l'éventail pouvant aller du « collaborationnisme » (le ralliement au national-socialisme) à la politique de l’« attentisme » (forme la plus modérée de la collaboration), les intermédiaires étant la « collaboration administrative » (ou économique), l’« accommodement » et le « moindre mal »,, une hypothèse dite du Glaive et du bouclier (supposant De Gaulle et Pétain secrètement d'accord, le premier œuvrant de l'extérieur, le second donnant le change aux occupants) restant envisagée jusqu'en 1942[Quoi ?]. Cette aide secrète de vichystes apparents à la Résistance se limita en fait à des cas particuliers illustres (Jean Moulin, Jean Giraudoux…) et sans aucun aval du chef de l'État.
Philippe Burrin, qui s’intéresse à la façon dont les Français ont réagi et se sont comportés face à l’occupation et vis-à-vis de l’occupant, propose trois notions pour qualifier les diverses attitudes : « accommodement » (au sein de laquelle il propose une variété de comportements ainsi que l'évolution dans le temps de cet accommodement), « raison d'État » et « engagement ». 
On peut appliquer ces critères au cas de Léopold III, qui n'est pas un collaborateur comparable à Philippe Pétain. À la libération de la Belgique, le Premier ministre belge[Qui ?] parla d'une politique d'« accommodement » (terme utilisé alors avant Rousso et Burrin, nés après la guerre). L'opinion de gauche en Belgique, et l'opinion wallonne en particulier, ne nourrit aucune illusion sur la conduite de Léopold III pendant la guerre, ce qui déclenche la question royale en Belgique, menant la Wallonie à l'insurrection de 1950[Quoi ?].[réf. nécessaire]
Les attitudes des responsables politiques en France, Wallonie ou Flandre sous l'occupation ont nourri ce mot d'attentisme, qui s'appliqua par la suite à d'autres situations.

## Années 1960
Aux États-Unis, lire le récit des Oppositions intérieures à la politique générale lié aux assassinats de personnalités morales.

## Années postérieures à 1970
L’attentisme du consommateur a été souvent mentionné dans les milieux industriels, différant souvent un changement de technologie en attendant qu'un standard l'emporte clairement sur un autre. Si dans les années 1960 la cassette DC International promue conjointement par Grundig et Telefunken n'avait pas sérieusement gêné la cassette Philips, la quadriphonie sur vinyle, qui avait commencé en 1972, n'aura pas de suite en raison de la concurrence de plusieurs standards dont le CD-4 et le SQ. La concurrence du Betamax et du VHS se soldant par la victoire de ce dernier avait différé entretemps l'essor des magnétoscopes.
Des rumeurs persistantes en 1985 sur la sortie imminente d'un « PC2 » aux qualités graphiques étendues nuisirent fortement aux ventes des PC, au point que la direction d'IBM dut publier un démenti officiel (le PS/2 ne sera annoncé qu'en avril 1987).
Le choix incertain du marché entre les deux standards HD DVD et Blu-ray fit qu'à l'abandon du premier, le marché potentiel du second s'était fortement réduit en raison des achats en ligne et du stockage sur disque magnétique, clés USB ou cartes SDHC.
En politique internationale, les positions de la plupart des pays initialement, puis de la Chine et de la Russie seules, dans l'affaire syrienne en 2012 sont qualifiées par la presse d'attentistes.